# Charles Hamelin
Pour les articles homonymes, voir Hamelin.
Charles Hamelin (né à Lévis le 14 avril 1984) est un patineur de vitesse sur piste courte canadien quadruple champion olympique.

## Biographie
Il commence le sport avec le baseball : son père entraîne son club. Mais son frère cadet, François Hamelin, se met au patinage de vitesse sur courte piste, rapidement suivi par Charles Hamelin et leur père. Yves Hamelin devient plus tard le directeur de l'équipe nationale de patinage de vitesse sur piste courte. Charles Hamelin intègre l'équipe nationale de vitesse sur piste courte pendant la saison 2003-2004.
Il habite à Montréal avec sa compagne Geneviève Tardif. Son frère, François Hamelin, fait également partie de l'équipe nationale.
Il voyage avec des consoles de jeu vidéo, et défie souvent ses coéquipiers à Mario Kart.
En mars 2018, un peu après les jeux Olympiques de Pyeongchang, Marianne St-Gelais et Charles annoncent leur séparation.
Charles Hamelin est marié depuis 2022 à Geneviève Tardif.
Deux ans et demi après sa retraite du sport qui l’a mené aux plus hauts sommets olympiques, Charles Hamelin est de retour sur de longues lames. Depuis septembre, il occupe un poste d’entraîneur à temps partiel au Centre régional canadien d’entraînement (CRCE), vivier de l’équipe nationale.

## Carrière

### Débuts internationaux
Il remporte une médaille d'argent au 1500 mètres, au 500 mètres et au relais aux Championnats du monde junior de 2003.
En 2005, il gagne ses premières médailles en championnat du monde : l'argent au 500 mètres et l'or avec l'équipe de relais canadienne.

### Jeux olympiques de  Turin
Aux Championnats du monde de 2005, il remporte le relais 5000 mètres avec l'équipe canadienne et décroche une médaille d'argent au 500 mètres. La même année, le Canada remporte les Championnats du monde par équipe.
Aux épreuves de patinage de vitesse sur piste courte aux Jeux olympiques de 2006, il obtient une médaille d'argent au relais avec ses coéquipiers Éric Bédard, Mathieu Turcotte et François-Louis Tremblay.
Aux Championnats du monde de 2006, un mois plus tard, il remporte à nouveau le relais, et gagne la médaille de bronze au 1000 mètres. Il gagne la superfinale de 3000 mètres. Le Canada arrive deuxième aux Championnats du monde par équipe.
En 2007, toujours aux Championnats du monde, il gagne l'or au 500 mètres et l'argent au 1000 mètres, au relais 5000 mètres et au classement général. Aux Championnats du monde par équipe, le Canada gagne la médaille d'or.
Aux Championnats du monde de 2008, il gagne une médaille d'argent au 500 mètres et au relais. Le Canada arrive deuxième au Championnat du monde par équipe.

### Jeux olympiques de Vancouver
En 2009, il bat le record du monde du 1000 mètres. Aux Championnats du monde la même année, il remporte le 500 mètres et arrive troisième au classement général et à la superfinale du 3000 mètres. Aux Championnats du monde par équipe, le Canada arrive deuxième.
Aux épreuves de patinage de vitesse sur piste courte aux Jeux olympiques de 2010, il décroche l'or au 500 mètres en battant le record olympique. Il reçoit une autre médaille d'or au relais du 5000 mètres aux côtés de François-Louis Tremblay, Olivier Jean et de son frère cadet François Hamelin. Aux Championnats du monde par équipe de 2010, le Canada arrive deuxième.
Aux Championnats du monde, en 2011, il arrive deuxième au 1000 mètres et au 1500 mètres, ainsi qu'au classement général. Il gagne l'or au relais. L'année suivante, il remporte à nouveau le relais avec son équipe, et finit deuxième au 500 mètres et troisième au 1000 mètres.

### Jeux olympiques de Sotchi
En 2013, il remporte le relais aux Championnats du monde avec l'équipe du Canada. En individuel, il gagne le bronze au 1000 mètres, au 1500 mètres, et au 3000 mètres (la superfinale).
Aux épreuves de patinage de vitesse sur piste courte aux Jeux olympiques de 2014, il gagne l'or au 1500 mètres devant les trois favoris Viktor Ahn, Han Tianyu et J.R. Celski. Il tombe sur toutes les autres distances.

### Jeux olympiques de Pyeongchang
Les quatre manches de la Coupe du monde de short-track, en 2017, servent de qualifications aux épreuves de patinage de vitesse sur piste courte aux Jeux olympiques de 2018. Il fait part aux médias de son intention de prendre sa retraite et d'avoir un enfant avec Marianne St-Gelais après cette édition des Jeux olympiques,.
À la première manche de la Coupe du monde 2017, il prend une pénalité en demi-finale du 1500 mètres et arrive 19e. Il arrive neuvième au 1000 mètres. Il remporte le relais avec Samuel Girard, Pascal Dion et Charle Cournoyer. À la deuxième manche de la saison, il prend une troisième place au 1500 mètres. Il prend un penalty en quart de finale du 500 mètres. Il gagne la finale B du 1000 mètres devant Shaoang Liu, ce qui le met cinquième du classement. Avec la même équipe qu'à la manche précédente, il remporte à nouveau le relais. À Shanghai pour la troisième et avant-dernière manche des qualifications, il arrive quatrième au 500 mètres. Il prend une pénalité en finale B du 1000 mètres pour avoir fait tomber Hwang Dae-Heon et arrive donc huitième du classement. Toujours avec la même équipe, il prend la troisième place du relais masculin. À la quatrième manche de la Coupe du monde, il remporte le 1500 mètres.
Avant les Jeux olympiques, il affirme que le sport a beaucoup changé dans les dernières années : plutôt que de toujours voir les mêmes noms en tête de file, une quinzaine de personnes peut désormais remporter n'importe quelle compétition.
Le 13 février 2018 à 19h15 (Corée du Sud), il bat le record olympique du 1 000m de short-track lors des séries.

### Mondiaux de 2021
Aux Championnats du monde de patinage de vitesse sur piste courte 2021 à Dordrecht, il est médaillé d'or sur 1 500 mètres. C'est après cette course que Charles Hamelin a mis fin à sa carrière en Coupe du monde.

## Distinction
- 2006 - Médaille d'honneur de l'Assemblée nationale[21]